# شعر صوفي

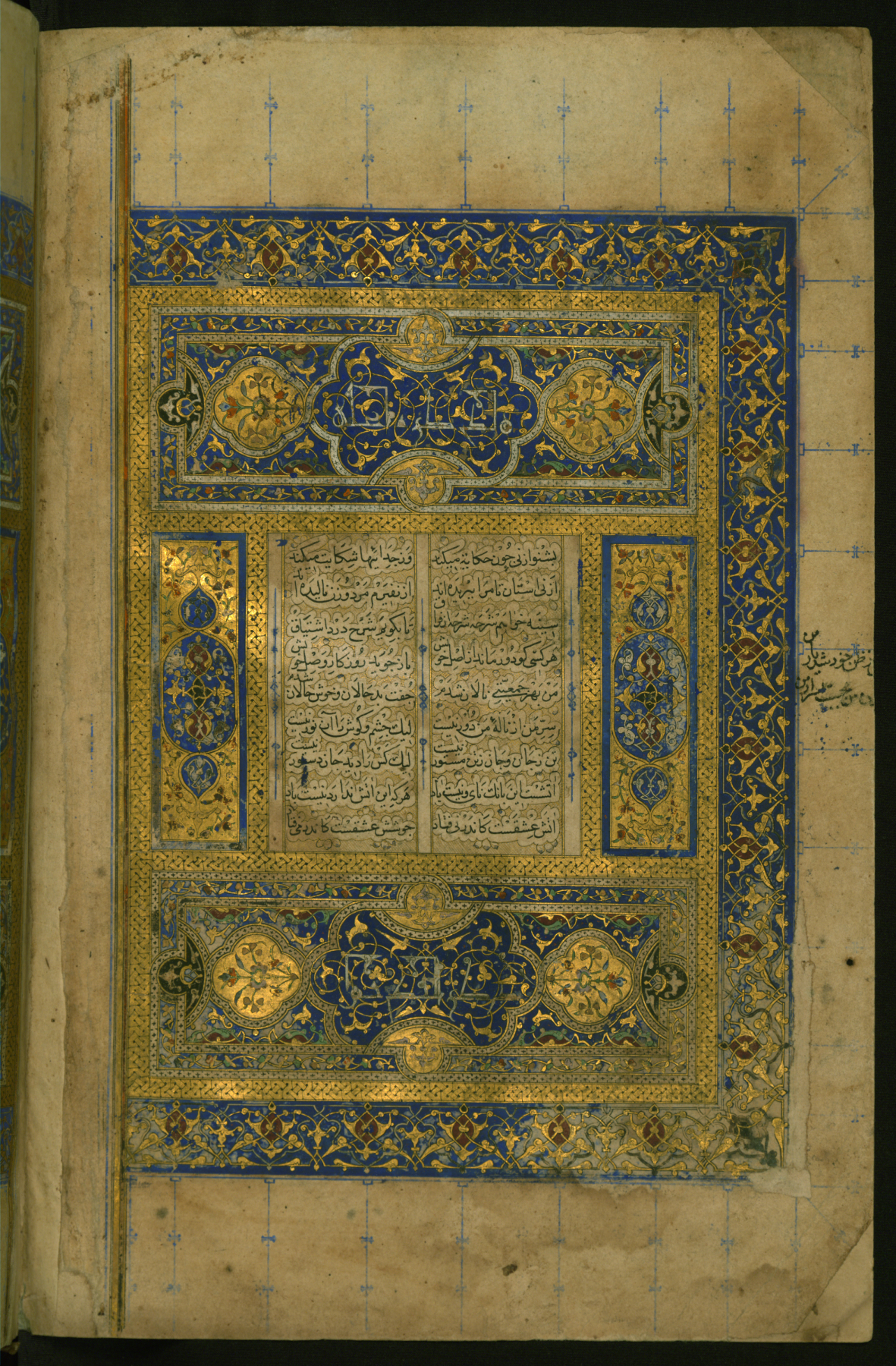

تم كتابة الشعر الصوفي بالعديد من اللغات، سواء من أجل القراءة التعبدية الخاصة أو كلمات لإغاني تتلى مع الموسيقى التي يتم تشغيلها أثناء العبادة، أو للذكر. كان للموضوعات والأساليب الموضوعة في شعر البنجابي والشعر السندي والشعر العربي والشعر الفارسي في تأثيرا هائلا على الشعر الصوفي في جميع أنحاء العالم الإسلامي، وغالبًا ما تكون جزءًا من الموسيقى الصوفية. في البنجاب والسند وغيرها من مقاطعات الهن، لعب الشعر الصوفي دورًا فريدًا في الحفاظ على التناغم المجتمعي في الأوقات العصيبة. ألهمت الشعر الصوفي في معظم اللغات الإقليمية واللغات الهندية في الهند، من خلال نبل مشاعرها الورقية والتسليم الإيقاعي، وبحث الناس عن الحب الإلهي. حافظت الكلمات الصوفية الودية والمتسامحة على صالح الهندوس والمسلمين وأثرت على فكر الناس وأرسلت رسالة السلام والمحبة والزمالة والتفاهم والصداقة. لقد منح الشعر الصوفي إرثًا رائعًا من التناغم المجتمعي للأجيال القادمة.

## المواضيع
تم تقديم مفهوم الحب الصوفي أولاً من قبل ربيعة البصرة، وهي صوفية من القرن الثامن. في جميع أعمال رومي، يظهر «الموت» و «الحب» كجانبين مزدوجين لمفهوم الرومي لمعرفة الذات. من المفهوم أن الحب «يستهلك كل شيء» بمعنى أنه يشمل الشخصية الكاملة للحبيب. كان تأثير هذا التقليد في الصوفية مستمدًا من مصادر فارسية أو هندوسية؛ لا توجد فكرة مماثلة معروفة في القرن التاسع في المسيحية أو اليهودية. في التلاعب بالألفاظ الأدبي فخر الدين العراقي غير كلمات الشهادة «لا آله الا الله» إلى «لا اله الا العشق». من جانبه، طوّر الرومي، في كتاباته، مفهوم الحب كمظهر مباشر لإرادة الله، جزئياً كرد فعل محسوب على الاعتراضات القادمة من الجناح التقليدي للإسلام: «لن يبحث الحبيب عن الاتحاد مع حبيبه ال إدا كان الحبيب يبحث عنه».
كما تظهر مفاهيم الوحدة والوحدانية في أعمال الرومي. على سبيل المثال، قصيدة "من أنا؟"  يعني أن البشر جميعهم مخلوقات الله بغض النظر عن الدين أو الأرض التي ينتمون إليها. حتى يتأمل الله ما هو أبعد من الوجود المادي، فقد حظي الله بالامتياز للبشرية من خلال أن يباركه بالروح، مما يساعده على فهم مفاهيم الحب والمودة والتضحية، إلخ. ومن ثم، فإن الروح البشرية لا تهدأ ولا تتأثر. إنه موجود في مكان ما وراء العالم الدنيوي، لذلك يجب على الجسد الذي يحمل الروح أن يرعاها بطريقة تجعلها أقرب إلى الحبيب النهائي. ويمكن تحقيق ذلك إذا اعتبر جميع البشر أنفسهم أعضاء في كيان عضوي.

## الأعمال البارز
- المثنوي وديوان شمس تبريز الأول لرومي
- ديوان حافظ ة لحافظ الشيرازي
- فصوص الحكم وترجمان الأشواق لابن عربي
- كيمياء السعادة للغزالي
- منطق طيور لفريد الدين عطار
- ديوان يونس بقلم يونس إمري
- قصيدة البردة للبصيري
- أسرار التوحيد للشيخ أبي سعيد أبو الخير
- الفاتح الموبين في مدح الأمين بقلم عائشة بنت يوسف البانية
- ديوان أختار لـ حضرة الحكيم أختار
- دليل البركات لمحمد طاهر القادري
- كلية الحصرات بقلـم محمد عبد القادر صديقي قادري
- اللطاءف الأشرفي لأشهر جهانكير سمناني
- تصوف للسيد وحيد أشرف
- قصائد السلطان باهو